# Oortje (plant)

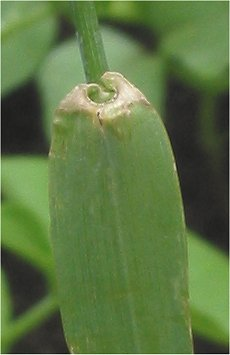
Oortjes bij rogge. De oortjes zijn hier voor de foto van de stengel afgetrokken!

De oortjes komen onder andere voor bij grasachtigen en zijn korte vliesjes die de stengel omsluiten bij de overgang van de bladschede naar de bladschijf.
De bladschede is het eerste deel van het blad dat een koker rond de stengel vormt. Naar boven toe wordt de omsluiting van de stengel door de schede minder volledig, hier kunnen dan aan de randen van de schede vliesjes zijn gevormd. Het tweede deel staat af van de stengel en wordt bladschijf genoemd.
|  |  |